# マルグレーテ・ハスビョルンスダッタ
マルグレーテ・ハスビョルンスダッタ（Margrethe Hasbjørnsdatter, 11世紀）は、デンマーク王ハーラル3世の王妃。
マルグレーテはハーラル3世の叔父とみられるアスビョルン・ウルフセンの娘であり、夫とはいとこ同士となる。この結婚による子女は知られていない。また、マルグレーテの生没年も不詳である。
2003年に行われたDNA検査で、ハーラル3世の祖母にあたるエストリズがロスキレ大聖堂の北東の柱部に埋葬されたという説が否定された。最近の説によると、ここには同じエストリズの名で呼ばれたマルグレーテが埋葬されているのではないかと考えられている。